# London Surrey Cycle Classic 2013
Das London Surrey Cycle Classic 2013 ist ein britisches Straßenradrennen, welches am 4. August 2013 durchgeführt wurde. Es war die zweite Austragung dieses Eintagesrennens, das 2011 erstmals unter dem Namen Ride London Classic ausgetragen wurde.
Das Rennen wurde über eine Distanz von 221 km gefahren und gehörte in der Kategorie 1.1 zur UCI Europe Tour. Sieger wurde der Franzose Arnaud Demare vom Radsportteam FDJ.fr vor dem Vorjahreszweiten Sacha Modolo.